# Athlone (Città del Capo)
Athlone è un sobborgo della città sudafricana di Città del Capo. Situato ad est del centro città nell'area nota come Cape Flats, si trova a sud della Strada nazionale N2 e confina ad ovest con il sobborgo di Rondebosch. Dista circa 9 km dall'Aeroporto Internazionale di Città del Capo.
Chiamata originariamente West London, assunse l'attuale denominazione nel corso degli anni '30, in onore del conte di Athlone, Governatore generale del Sudafrica dal 1924 al 1930. Nel 1957 l'area viene destinata in base al Group Areas Act ad ospitare la popolazione coloured e asiatica, che ancora oggi costituiscono i gruppi etnici principali di Athlone.
Tra le strutture più significative presenti nell'area troviamo l'Athlone Stadium e la centrale a carbone, Athlone Power Station, non più operativa dal 2003 e in fase di dismissione.
Athlone ospita il "Trojan Horse Memorial", monumento commemorativo del cosiddetto "Trojan Horse Incident" del 1985, nel corso del quale 3 manifestanti anti-apartheid vennero uccisi e altri 15 feriti in un agguato della polizia. L'episodio si verificò nei pressi della Alexander Sinton Secondary School.
Altro monumento commemorativo del periodo delle lotte anti-apartheid è il "Robert Waterwitch and Colleen Williams Memorial", in ricordo di due attivisti dell'ANC.
Athlone ospita la Athlone School for the Blind, presso la quale si sono formati gli atleti paralimpici Jonathan Ntutu e Hilton Langenhoven.
Athlone è principalmente a vocazione residenziale ed è servito dall'omonima stazione ferroviaria; include tuttavia diverse aree commerciali (l'Athlone CBD e Gatesville) e industriali (Athlone Industria 1 & 2). Al di fuori della Central Business Area vi sono le zone residenziali di Manenberg, Gatesville, Rylands, Belgravia Estate, Bridgetown, Hazendal.